# Ҕ
Ҕ, ҕ — кирилична літера, утворена від Г. Позначає дзвінкий м'якопіднебінний фрикативний звук /ɣ/ в якутській абетці, де займає 5-ту позицію між Г та Д, та в абхазькій абетці, де займає 6-ту позицію між Гь та Ҕь.